# Breda–Rotterdam-vasútvonal
Az Breda–Rotterdam-vasútvonal egy 60 km hosszú, 1,5 kV egyenárammal villamosított, normál nyomtávolságú, kétvágányú vasútvonal Hollandiában Breda és Rotterdam között.